# Koompassia malaccensis
Koompassia malaccensis är en ärtväxtart som beskrevs av George Bentham. Koompassia malaccensis ingår i släktet Koompassia och familjen ärtväxter. Inga underarter finns listade i Catalogue of Life.